# Juliano Mer-Khamis
Juliano Mer-Khamis (arab. جوليانو مير خميس, hebr. ג'וליאנו מֵר חמיס, ur. 29 maja 1958 w Nazarecie (Izrael), zm. 4 kwietnia 2011 w Dżaninie (Palestyna) - izraelski pokojowy aktywista propalestyński, reżyser, aktor filmowy i teatralny pochodzenia żydowsko-arabskiego.

## Życiorys

### Wczesne lata
Urodził się i dorastał w Nazarecie. Jego matka, Arna Mer, była żydowską aktywistką na rzecz praw Palestyńczyków, zaś jego ojciec, Saliba Khamis – Arabem wyznania chrześcijańskiego. 

### Kariera
Przez siedem lat mieszkał w Dżaninie. W 2006 utworzył tam The Freedom Theatre (Teatr Wolności). Z teatrem związany był m.in. Zakaria Zubeidi. 

### Życie prywatne
4 kwietnia 2011 Juliano Mer-Khamis został zastrzelony w Dżaninie przez nieznanych sprawców.

## Filmografia
- 1984: Mała doboszka (The Little Drummer Girl) jako Julio
- 1985: Bar 51 jako Thomas
- 1985: Nie całkiem w raj (Not Quite Paradise) jako Hassan (terrorysta)
- 1986: Estera (Esther) jako Haman
- 1987: Wesele w Galilei (Urs al-jalil) jako oficer
- 1989: Berlin-Yerushalaim jako Menahme
- 1992: Żar tropików (Tropical Heat, serial TV) jako Melito
- 1993: Nocny terror (Night Terrors) jako Mahmoud
- 1993: Zohar jako Morris
- 1993: Komandosi śmierci (Deadly Heroes) jako Ramon
- 1994: W konarach drzew (Etz Hadomim Tafus) jako Ariel
- 1998: Florentine (telenowela) jako Remi
- 1998: Dzień po dniu (Yom Yom) jako Jules
- 2000: Kippur jako kapitan
- 2000: Ostatni patrol (The Last Patrol) jako Jesus Carrero
- 2002: Kedma jako Moussa
- 2008: Sól tej ziemi (Milh Hadha al-Bahr) jako Hiking Leader
- 2010: Miral jako Shaikh Saabah